# Mambrino Roseo
Mambrino Roseo (Fabriano, Ancona, fines del siglo XV - 1573 / 1580), o Mambrino Roseo da Fabriano, fue un escritor italiano de novelas de caballerías.

## Biografía
Fue notario en su ciudad natal y en Perugia y participó en un asedio en Florencia al servicio de Malatesta Baglioni. Con esta base escribió un poema épico, El asedio y la empresa de Florencia, impreso en 1530. 
Posteriormente publicó en lengua toscana una serie de traducciones del español, entre ellas:
- Vida de Marco Aurelio, de Antonio de Guevara (1542)
- Palmerín de Oliva, de Francisco Vázquez (1544)
- Amadís de Gaula (1546)
- Las sergas de Esplandián, de Garci Rodríguez de Montalvo (1547)
- Primaleón, de Francisco Vázquez (1548)
- Platir, de Francisco de Enciso Zárate (1548)
- Florisando, de Ruy Páez de Ribera (1550)
- Amadís de Grecia, de Feliciano de Silva (1550)
- Florisel de Niquea, de Feliciano de Silva (1551)
- Rogel de Grecia, de Feliciano de Silva (1551)
- Silves de la Selva, de Pedro de Luján (1551)
- Las dos partes de Palmerín de Inglaterra, de Francisco de Moraes (1553 y 1554)
- Florambel de Lucea, de Francisco de Enciso Zárate (1560)

Escribió Esferamundi de Grecia, el libro decimotercero de la serie de Amadís de Gaula, publicado en seis partes entre 1558 y 1565. Además, Roseo publicó entre 1563 y 1568 siete extensas obras cuya acción se intercalaba entre los libros amadisianos españoles: Adjunta al cuarto libro de la historia de Amadís de Gaula (1563), El segundo libro de las sergas de Esplandián (1564), El segundo libro de Lisuarte de Grecia (1564), La tercera parte de Amadís de Grecia (1564), la Adjunta al segundo libro de don Florisel, llamada libro de las proezas de don Florarlán (Florarlán de Tracia) (1564), Adjunta al segundo volumen de don Rogel de Grecia (1564) y El segundo libro de don Silves de la Selva (1568), y entre 1554 y 1560 otras seis que eran continuaciones de libros del ciclo de los Palmerines: el Segundo libro de Palmerín de Oliva (1560), La cuarta parte del libro de Primaleón (1560), la Segunda parte de Platir (1560), Flortir (1554), El segundo libro de Flortir (1560) y el Tercer libro de Palmerín de Inglaterra (1559). También escribió un apéndice de actualización a la Historia universal de Giovanni Tarcagnota, que se publicó en forma póstuma en 1581. 
En el Don Quijote de la Mancha del escritor español y universal Miguel de Cervantes se hace una mención tangencial a Mambrino en el episodio llamado "El yelmo de Mambrino", al cual se le atribuían en la literatura de caballería grandes poderes mágicos (en realidad Alonso Quijano creía que una bacía de barbero que se puso sobre su cabeza era el mágico yelmo de Mambrino, aunque en tal célebre novela el nombre Mambrino es atribuido a un príncipe sarraceno).